# Abucea
L'Abucea est une rivière de Roumanie, tributaire du Mureș et sous-affluent du Danube.